# Fabrizio Frizzi
Fabrizio Frizzi (* 5. Februar 1958 in Rom; † 26. März 2018 ebenda) war ein italienischer Fernsehmoderator und Synchronsprecher.

## Karriere
Fabrizio Frizzi, der jüngere Bruder von Fabio Frizzi, begann seine Karriere im Privatradio und -fernsehen, bis er 1980 auf Rai 2 in der Kindersendung Il barattolo debütierte. Bald konnte er sich einen Namen machen und 1984 trat er als Co-Moderator der Sendung Pane e marmellata in Erscheinung. 1988 wurde ihm die Samstagabendshow Europa Europa anvertraut, außerdem moderierte er zum ersten Mal Miss Italia, eine Rolle, die er bis 2002 innehaben sollte. 1989 war das Musikfestival von Castrocaro an der Reihe, 1991 begann er auf Rai 1 mit der Spielshow Scommettiamo che..?, der italienischen Version von Wetten, dass..?, der ein enormer Erfolg beschieden war und die Frizzi zu einem Aushängeschild des italienischen Fernsehens machte.
1994 trat der Moderator in der Quizshow Luna Park in Erscheinung, ab 1995 moderierte er das jährliche Benefiz-Fußballspiel Partita del cuore der Nazionale italiana cantanti. Außerdem betätigte er sich für Toy Story erstmals als Synchronsprecher, wie auch noch in einer Reihe weiterer Animationsfilme. 1996 und 1997 war er für die Sendungen Atlantam tam, Domenica In und Per tutta la vita tätig, dann spielte er die Hauptrolle in der Fernsehserie Non lasciamoci più (an der Seite von Debora Caprioglio).
Nach einem kurzen Ausflug ins Privatfernsehen (Canale 5) moderierte er von 2003 bis 2004 Piazza Grande auf Rai 2, ohne jedoch zunächst wieder für wichtige Sendungen verpflichtet zu werden. Frizzi wurde dann zum Gesicht für Telethon, der Wohltätigkeitsinitiative der Rai für die Erforschung seltener Krankheiten, und konnte sich 2007 mit der Spielshow Soliti ignoti wieder ins Rampenlicht zurückbringen. Es folgten Sendungen wie Premio Barocco oder La botola und die Rolle als Juror in Ciak, si canta; zu Silvester 2009 moderierte er L’anno che verrà, die Show zum Jahresende auf Rai 1.
Im Lied Tortadinonna o gonnacorta (auf dem Album Q.P.G.A. von Claudio Baglioni) war Frizzi 2009 als Sänger zu hören, außerdem moderierte er die Castingshow Mettiamoci all’opera. Nach einer Vielzahl weiterer Sendungen war er 2012 auch als Moderator des Benefizkonzerts Concerto per l’Emilia (für die Erdbebenopfer) tätig. 2013 nahm er mit Erfolg an der Musikshow Tale e quale show von Carlo Conti teil, 2014 übernahm er von Conti die Moderation der Quizshow L’eredità. 2015 wurde Frizzi mit dem Verdienstorden der Italienischen Republik (Komtur) ausgezeichnet (nach der Offiziersauszeichnung 2008).

## Leben
Frizzi war zunächst mit der Schauspielerin und Moderatorin Rita Dalla Chiesa verheiratet. Seit 2002 war er in einer Beziehung mit der Journalistin Carlotta Mantovan, mit der er seit 2013 eine Tochter hatte und die er 2014 in zweiter Ehe heiratete.
Während der Aufnahmen für L’eredità wurde Frizzi im Oktober 2017 mit einer leichten Ischämie ins Krankenhaus eingeliefert. Nach einer Therapie und der Rückkehr ins Fernsehen starb er am 26. März 2018 im Alter von 60 Jahren an einer Hirnblutung.

## Fernsehen
(Beteiligung als Moderator, sofern nicht anders vermerkt!)
- Il barattolo (Rai 2, 1980–1981)
- Tandem (Rai 2, 1982–1987)
- Pane e marmellata (Rai 2, 1985–1986)
- La più bella d’Italia (Rai 1, 1986)
- Una notte d’estate (Rai 1, 1988)
- Donna sotto le stelle (Rai 1, 1988)
- Europa Europa (Rai 1, 1988–1989)
- Miss Italia (Rai 1, 1988–2002, 2011–2012)
- Festival di Castrocaro (Rai 1, 1989, 2010–2011)
- Saint Vincent Estate ’89 (Rai 1, 1989)
- Saint Vincent Estate ’90 (Rai 1, 1990)
- I fatti vostri (Rai 2, 1990–1993)
- Uno, Due, Tre Vela d’Oro, (Rai 1, 1990)
- Miss Italia nel mondo (Rai 1, 1991–1993)
- Scommettiamo che..? (Rai 1, 1991–1996, 1999, 2001)
- EuroDisney 92 (Rai 1, 1992)
- Prove e provini a Scommettiamo che..? (Rai 1, 1992–1996)
- Gran premio internazionale dello spettacolo (Canale 5, 1992)
- La partita del cuore (Rai 1, 1992–2002, 2005–2013, 2016, 2017)
- Anteprima di Scommettiamo che..? (Rai 1, 1994–1995)
- Telethon (Rai 1, 1994–1996, 1999, 2005–2016)
- Luna Park (Rai 1, 1994–1997)
- Festival Disney (Rai 1, 1995)
- Luna Park – la zingara (Rai 1, 1995–1997)
- Stasera al Luna Park (Rai 1, 1995)
- Buon Compleanno Luna Park (Rai 1, 1995)
- Atlantam tam (Rai 1, 1996)
- Miss Italia Notte (Rai 1, 1996)
- Bentornato Luna Park (Rai 1, 1996)
- Chi è Babbo Natale? (Rai 1, 1996)
- Serata Gemelli (Rai 1, 1997)
- Tutti in una notte (Rai 1, 1997)
- L’Isola del Tesoro – Grande Festa al Luna Park (Rai 1, 1997)
- Domenica in (Rai 1, 1997–1998)
- Per tutta la vita (Rai 1, 1997–2000, 2002, 2012)
- Superquark – Festa di compleanno (Rai 1, 1999)
- Sogno di mezza estate (Rai 1, 2001)
- Tanti auguri Italia (Rai 1, 2001)
- Tutti a scuola (Rai 1, 2002–2016)
- Come sorelle (Canale 5, 2003)
- Piazza Grande (Rai 2, 2003–2004)
- Cominciamo bene (Rai 3, 2005–2010)
- Mister Archimede (Rai 1, 2005)
- Ballando con le stelle (Rai 1, 2005) – als Teilnehmer
- Assolutamente (Rai 1, 2006)
- Circo Massimo Show (Rai 3, 2007)
- Mi fido di te (Rai 1, 2007–2008)
- Soliti ignoti – Identità nascoste (Rai 1, 2007–2008, 2010–2012)
- Premio Barocco (Rai 1, 2008, 2010–2011)
- La botola (Rai 1, 2008)
- Una notte a Sirmione (Rai 1, 2008)
- Ciak… si canta! (Rai 1, 2009) – als Juror
- Musicultura (Rai 1, Rai 3, Rai Italia, 2009–2017)
- Mettiamoci all’opera (Rai 1, 2009–2011)
- L’anno che verrà (Rai 1, 2009)
- Attenti a quei due – La sfida (Rai 1, 2010–2011)
- Adamo & Eva (Rai 1, 2010)
- Premio Regia Televisiva (Rai 1, 2011, 2013-ö2015)
- Vengo anch’io (Rai 1, 2011)
- Non sparate sul pianista (Rai 1, 2012)
- Concerto per l’Emilia (Rai 1, 2012)
- Buon Natale con Frate Indovino (Rai 1, 2012)
- Red or Black – Tutto o niente (Rai 1, 2013)
- Tale e Quale Show (Rai 1, 2013–2014) – als Teilnehmer
- Ti lascio una canzone (Rai 1, 2014–2015) – als Juror
- L’eredità (Rai 1, 2014–2018)
- Match for Expo (Rai 1, 2015)
- La posta del cuore (Rai 1, 2015)
- Vedi chi erano i Beatles (Rai 3, 2015)
- Gli italiani hanno sempre ragione (Rai 1, 2015)
- L’eredità – Speciale AIRC (Rai 1, 2015–2016)
- Techetechetè (Rai 1, 2015)
- L’eredità show (Rai 1, 2017)

## Filmografie
- 1999–2001: Non lasciamoci più (Fernsehserie)
- 2012: Buona giornata (Gastauftritt)

## Belege
1. ↑  Frizzi sig. Fabrizio. In: Le onorificenze della Repubblica Italiana. Presidenza della Repubblica, abgerufen am 26. März 2018 (italienisch).
2. ↑  Silvia Fumarola: Fabrizio Frizzi colto da malore durante le registrazioni de ‘L’Eredità’. In: Repubblica.it. 24. Oktober 2017, abgerufen am 26. März 2018 (italienisch).
3. ↑  Silvia Fumarola: È morto Fabrizio Frizzi, addio all’eterno ragazzo della tv italiana. In: Repubblica.it. 26. März 2018, abgerufen am 26. März 2018 (italienisch).

| Personendaten    | Personendaten                                       |
| ---------------- | --------------------------------------------------- |
| NAME             | Frizzi, Fabrizio                                    |
| KURZBESCHREIBUNG | italienischer Fernsehmoderator und Synchronsprecher |
| GEBURTSDATUM     | 5. Februar 1958                                     |
| GEBURTSORT       | Rom                                                 |
| STERBEDATUM      | 26. März 2018                                       |
| STERBEORT        | Rom                                                 |